# باندا آتشيه

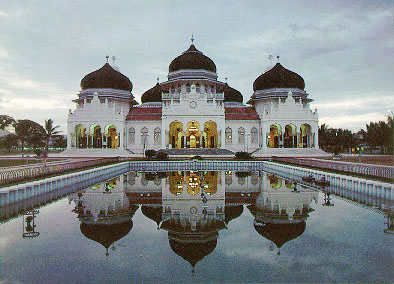
الجامع الكبير في بندا أتشيه

باندا آچه (أو باندا آتشيه) عاصمة مقاطعة آتشيه بشمال سومطرة بإندونسيا. ضربها تسونامي المحيط الهندي عام 2004 عاتي في 26 ديسمبر 2004، ودمر جزءا كبيرا منها.

## المناخ
يظهر الجدول التالي التغييرات المناخية على مدار السنة لباندا آتشيه:
| البيانات المناخية لـباندا آتشيه   | البيانات المناخية لـباندا آتشيه | البيانات المناخية لـباندا آتشيه | البيانات المناخية لـباندا آتشيه | البيانات المناخية لـباندا آتشيه | البيانات المناخية لـباندا آتشيه | البيانات المناخية لـباندا آتشيه | البيانات المناخية لـباندا آتشيه | البيانات المناخية لـباندا آتشيه | البيانات المناخية لـباندا آتشيه | البيانات المناخية لـباندا آتشيه | البيانات المناخية لـباندا آتشيه | البيانات المناخية لـباندا آتشيه | البيانات المناخية لـباندا آتشيه |
| الشهر                             | يناير                           | فبراير                          | مارس                            | أبريل                           | مايو                            | يونيو                           | يوليو                           | أغسطس                           | سبتمبر                          | أكتوبر                          | نوفمبر                          | ديسمبر                          | المعدل السنوي                   |
| --------------------------------- | ------------------------------- | ------------------------------- | ------------------------------- | ------------------------------- | ------------------------------- | ------------------------------- | ------------------------------- | ------------------------------- | ------------------------------- | ------------------------------- | ------------------------------- | ------------------------------- | ------------------------------- |
| الدرجة القصوى °م (°ف)             | 34.6 (94.3)                     | 37.0 (98.6)                     | 35.8 (96.4)                     | 36.0 (96.8)                     | 36.6 (97.9)                     | 37.0 (98.6)                     | 39.8 (103.6)                    | 39.0 (102.2)                    | 38.0 (100.4)                    | 36.0 (96.8)                     | 35.4 (95.7)                     | 36.1 (97.0)                     | 39.8 (103.6)                    |
| متوسط درجة الحرارة الكبرى °م (°ف) | 27.8 (82.0)                     | 28.8 (83.8)                     | 31.0 (87.8)                     | 32.0 (89.6)                     | 30.0 (86.0)                     | 30.3 (86.5)                     | 30.1 (86.2)                     | 30.9 (87.6)                     | 30.1 (86.2)                     | 30.5 (86.9)                     | 28.9 (84.0)                     | 27.9 (82.2)                     | 29.9 (85.7)                     |
| المتوسط اليومي °م (°ف)            | 25.9 (78.6)                     | 26.5 (79.7)                     | 27.3 (81.1)                     | 28.3 (82.9)                     | 27.6 (81.7)                     | 27.9 (82.2)                     | 27.5 (81.5)                     | 28.2 (82.8)                     | 27.4 (81.3)                     | 28.0 (82.4)                     | 26.8 (80.2)                     | 26.2 (79.2)                     | 27.3 (81.1)                     |
| متوسط درجة الحرارة الصغرى °م (°ف) | 24.1 (75.4)                     | 24.2 (75.6)                     | 23.7 (74.7)                     | 24.6 (76.3)                     | 25.2 (77.4)                     | 25.6 (78.1)                     | 24.9 (76.8)                     | 25.6 (78.1)                     | 24.7 (76.5)                     | 25.5 (77.9)                     | 24.7 (76.5)                     | 24.5 (76.1)                     | 24.8 (76.6)                     |
| أدنى درجة حرارة °م (°ف)           | 18.0 (64.4)                     | 15.0 (59.0)                     | 15.6 (60.1)                     | 15.5 (59.9)                     | 13.0 (55.4)                     | 8.0 (46.4)                      | 16.5 (61.7)                     | 11.6 (52.9)                     | 17.8 (64.0)                     | 14.0 (57.2)                     | 11.4 (52.5)                     | 15.6 (60.1)                     | 8.0 (46.4)                      |
| الهطول مم (إنش)                   | 155 (6.1)                       | 103 (4.1)                       | 109 (4.3)                       | 121 (4.8)                       | 152 (6.0)                       | 90 (3.5)                        | 97 (3.8)                        | 107 (4.2)                       | 161 (6.3)                       | 194 (7.6)                       | 209 (8.2)                       | 236 (9.3)                       | 1٬734 (68.2)                    |
| المصدر:                           |                                 |                                 |                                 |                                 |                                 |                                 |                                 |                                 |                                 |                                 |                                 |                                 |                                 |

## توأمة
لباندا آتشيه اتفاقيات توأمة مع كل من:
- سمرقند
- آبلدورن

## أعلام
- كورنيليس ويبر